# Amparo Folgado Tonda
Amparo Folgado Tonda (Torrent, 2 d'abril de 1965) és una política valenciana, alcaldessa de Torrent (Horta Sud) des de 2023.
Diplomada en Treball Social, començà a treballar com a assessora del grup municipal del Partit Popular (PP) en 1995 de la mà de l'advocat Benito Nemesio, que aleshores era el portaveu i posteriorment va continuar desenvolupant aquesta funció quan va arribar el relleu amb Vicente Soria, al capdavant del grup. En 2007, Maria José Català la va fitxar per a la seua candidatura electoral. Després de guanyar les eleccions municipals va exercir de regidora de Recursos Humans, Interior i Informació, i en 2011 es va afegir l'àrea d'Educació.
El desembre de 2011, el president de la Generalitat Valenciana Alberto Fabra crida a Català per tal de formar part del Govern i aquesta renuncia a l'alcaldia de Torrent en favor d'Amparo Folgado que pren possessió del càrrec el 12 de gener de 2012.
En maig de 2015 va guanyar les eleccions municipals amb 12.225 vots però el pacte entre PSPV-PSOE, Compromís i Guanyant van impedir que repetira com a alcaldessa. Folgado es va mantindre com a líder de l'oposició i candidata a l'alcaldia en les successives eleccions. Va tornar a l'alcaldia de la ciutat a partir de 2023 després que el Partit Socialista de l'històric Jesús Ros no aconseguira els suficients suports. Folgado aconseguí l'alcaldia mercé a un pacte amb l'ultradretà Vox.